# مايك ويلكنسون
مايك ويلكنسون (بالإنجليزية: Mike Wilkinson)‏ مواليد 1 أكتوبر 1981 في بلو ماوندس، هو لاعب كرة سلة أمريكي/مقدوني. بدأ مسيرته الاحترافية في سنة 2005. يبلغ طوله 6 قدم 8.25 بوصة (2.0 م).

## المسيرة الاحترافية
لعب مع نادي أريس لكرة السلة من سنة 2005 إلى 2007، ثم لعب مع خيمكي في الدوري الروسي من سنة 2007 إلى 2009، ثم لعب مع غلطة سراي لكرة السلة في الدوري التركي في موسم 2009–2010، ثم لعب مع لوكوموتيف كوبان في الدوري الروسي في موسم 2010–2011.

## روابط خارجية
- مايك ويلكنسون على موقع الاتحاد الدولي لكرة السلة (الإنجليزية)
- مايك ويلكنسون على موقع الدوري الأوروبي لكرة السلة (الإنجليزية)
- مايك ويلكنسون على موقع كرة السلة الأوروبية.كوم (الإنجليزية)
- مايك ويلكنسون على موقع كلية كرة السلة في سبورتس رفرنس.كوم (الإنجليزية)
- مايك ويلكنسون على موقع ريلجم (الإنجليزية)
- مايك ويلكنسون على موقع بروبوليرز (الإنجليزية)
- مايك ويلكنسون على موقع سبورتس رفرنس (الإنجليزية)